# ATP6V1F
ATP6V1F‏ (ATPase H+ transporting V1 subunit F) هوَ بروتين يُشَفر بواسطة جين ATP6V1F في الإنسان.